# Romantische Straße

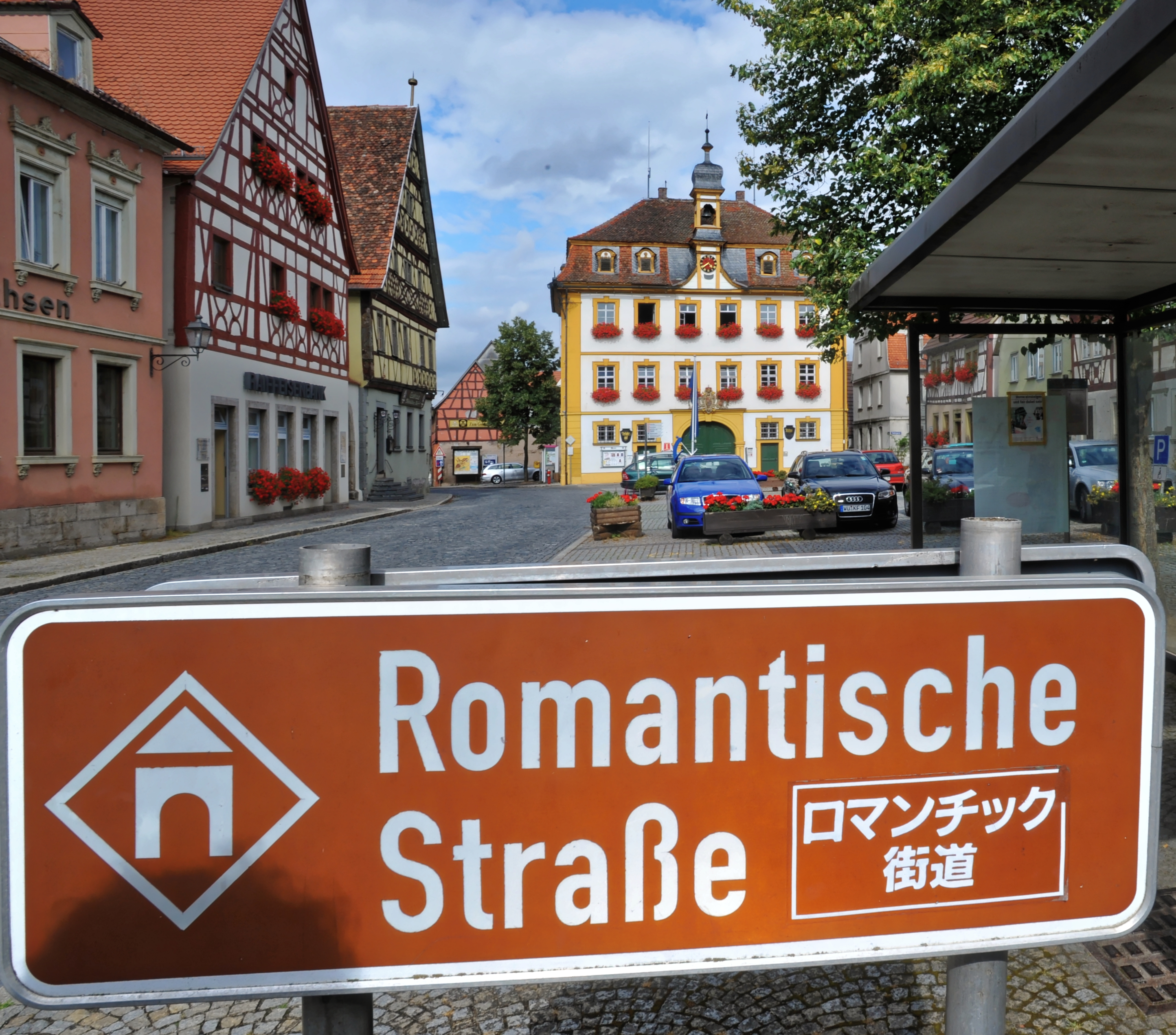
Röttingen aan de Romantische Straße

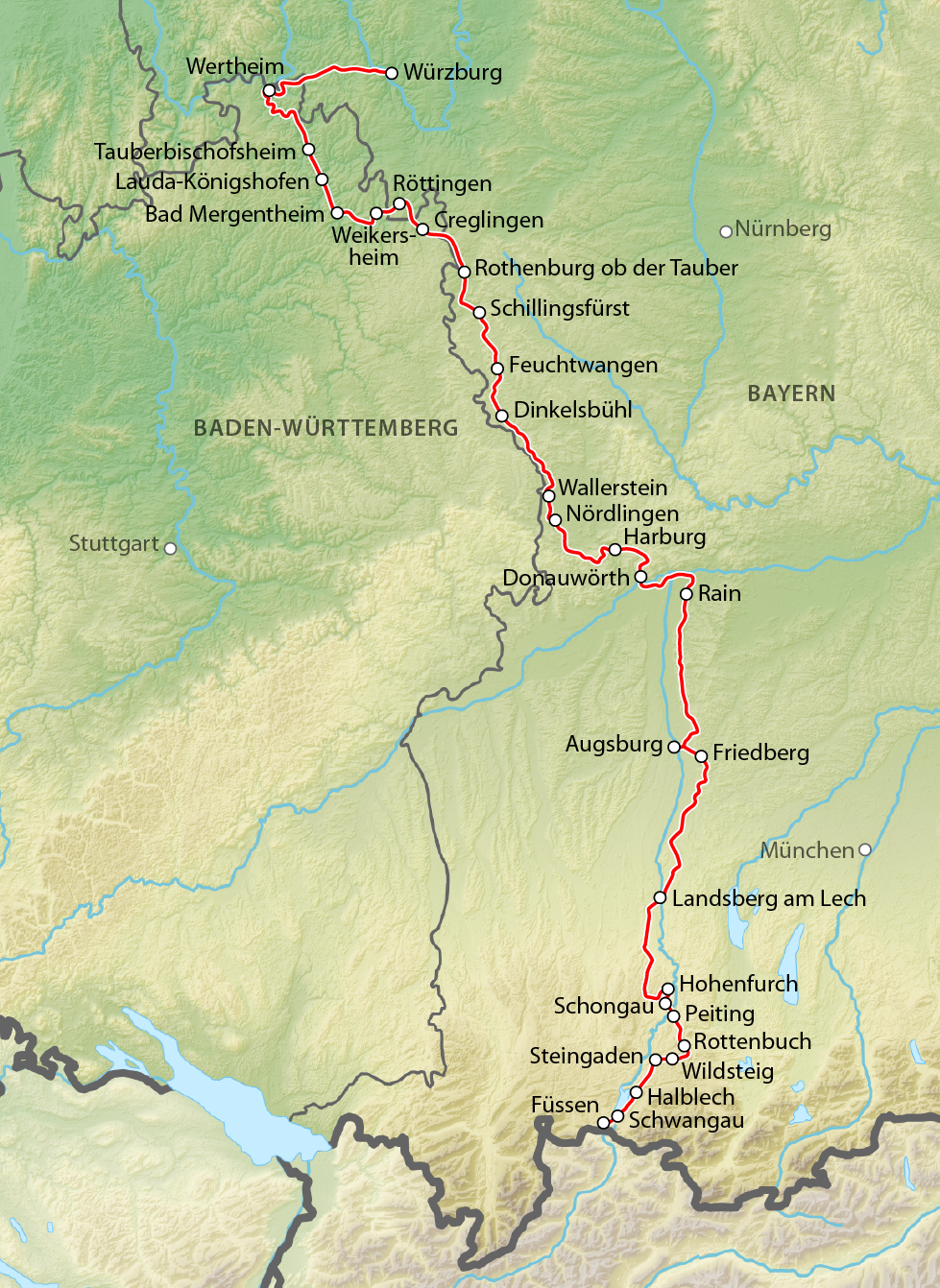
De Romantische Straße

De Romantische Straße is een van de bekendste toeristische routes in Duitsland. Zij loopt door Beieren van Würzburg aan de Main naar Neuschwanstein en Füssen aan de voet van de Alpen. De route komt door middeleeuwse steden en door veel natuur. Behalve voor auto's is er een route voor fietsers en voor wandelaars. De Romantische Straße steekt bij Donauwörth de Donau over.
De route volgt grotendeels een oude handelsroute van de Main naar Tirol en verder naar het noorden van Italië. Zij is populair bij bijvoorbeeld Japanse toeristen die op deze wijze een indruk hopen te krijgen van de middeleeuwen in Europa.
De route verbindt de middeleeuwse steden Rothenburg ob der Tauber, Dinkelsbühl, Nördlingen, Donauwörth, Augsburg en Landsberg am Lech met elkaar. Langs het parcours liggen barokke kunstwerken zoals de Residentie van Würzburg en de Bedevaartskerk van Wies bij Steingaden en kastelen zoals de Harburg, Slot Hohenschwangau en Slot Neuschwanstein.

## Aansluitingen met andere fietsroutes
- In Würzburg kan worden aangesloten op de Mainradweg en de EuroVelo EV4 Midden-Europaroute.
- In Rothenburg ob der Tauber kan worden aangesloten op de Altmühltal-Radweg, de Aischtal-Radweg en de Burgenstraße.
- In Donauwörth kan worden aangesloten op de Donauradweg en de EuroVelo EV6 Atlantische kust naar de Zwarte Zee.
- In Füssen kan worden aangesloten op de Bodensee-Königssee-Radweg.
- De route is in zijn geheel onderdeel van de landelijke route D9 - Wezer-Romantische Straat.

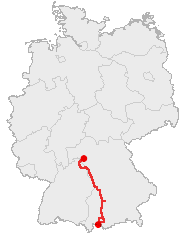
Verloop
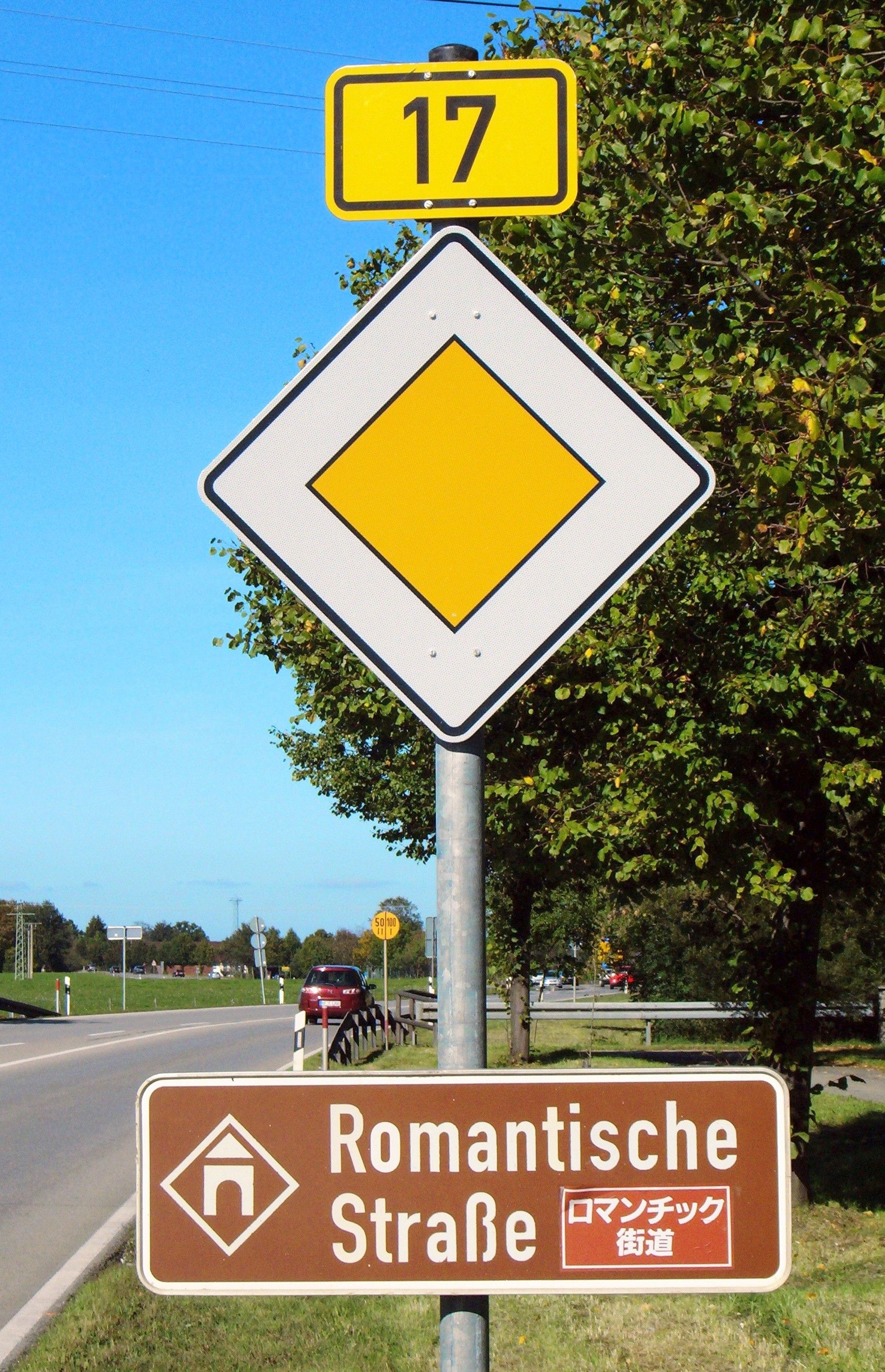
Romantische Straße
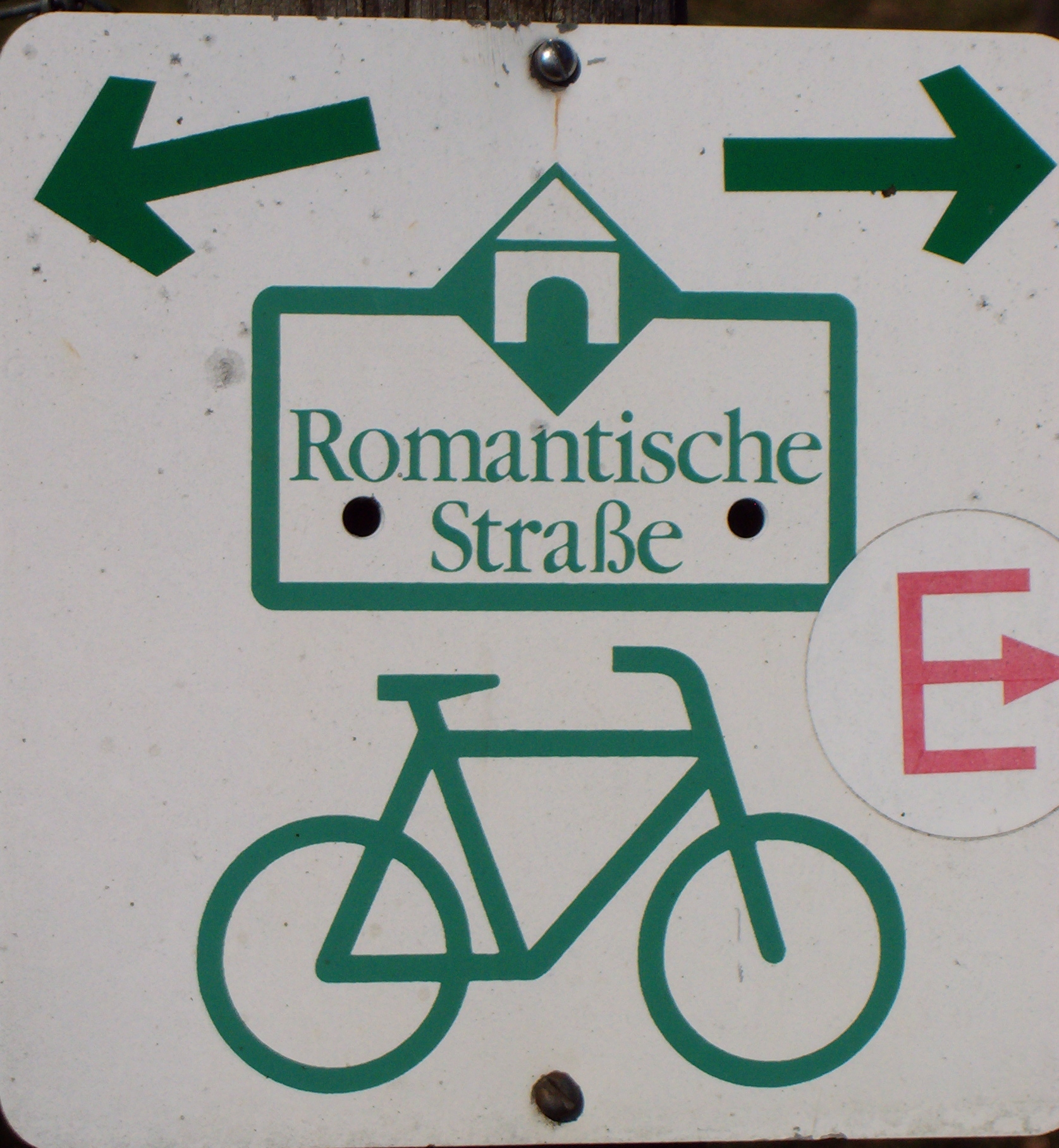
Fietsvariant